# مرقئة بيضاء الزهر
مرقئة بيضاء الزهر (الاسم العلمي:Sanguisorba albiflora) هي نوع من النباتات يتبع جنس المرقئة من الفصيلة الوردية.